# Верхньоталицьке сільське поселення
Верхньотали́цьке сільське поселення — колишнє муніципальне утворення в складі Воткінського району Удмуртії, Росія. Адміністративний центр — присілок Верхня Талиця.
Ліквідоване 25 червня 2021 року через переформування муніципального району на муніципальний округ.
Населення становить 1228 осіб (2019, 1322 у 2010, 1292 у 2002).

## Склад
До складу поселення входять такі населені пункти:
| Населений пункт                        | Населення, осіб (2002) | Населення, осіб (2010) |
| -------------------------------------- | ---------------------- | ---------------------- |
| Верхня Талиця, присілок                | 777                    | 861                    |
| В'язова, присілок                      | 5                      | 3                      |
| Нижньовоткінський лісоучасток, починок | 2                      | 2                      |
| Черновський лісоучасток, присілок      | 508                    | 456                    |

## Господарство
В поселенні діють 2 школи, садочок, 2 клуби, 2 бібліотеки, 2 фельдшерсько-акушерські пункти. Серед підприємств працюють ВАТ «Балкамнафта», ТОВ «Рябівське», ТОВ «Вік», відділення «Талиця» ВАТ «Агрокомплекс».